# Benerib

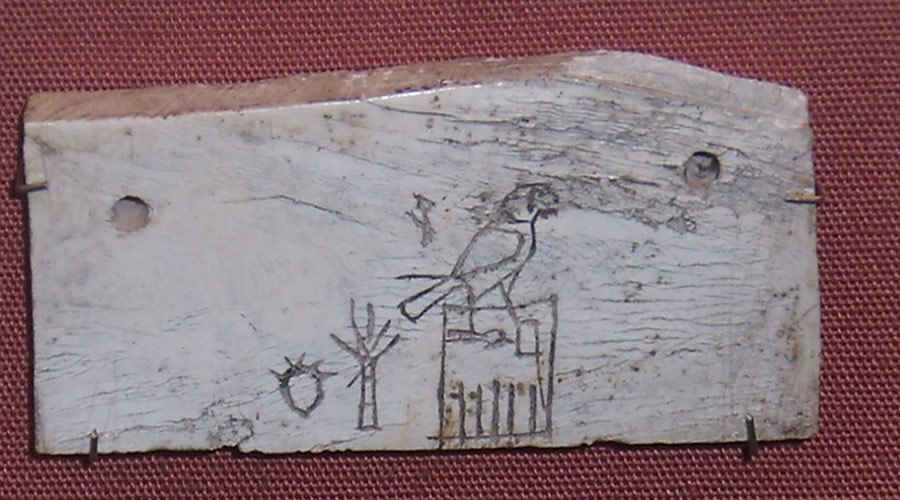
Hór-Aha és Benerib neve, British Museum

Benerib ókori egyiptomi királyné volt az I. dinasztia idején. Nevének jelentése: „édes szívű”. A név több helyen Hór-Aha fáraó neve mellett jelenik meg, ebből feltételezték, hogy a feleségének a neve; örökösének, Dzsernek az anyja azonban nem ő, hanem Henthapi.
Az Umm el-Kaáb-i B14 sírban temették el, sírjában is említik Hór-Ahát, valamint Abüdoszban előkerült egy elefántcsontládika töredéke kettejük nevével, ez ma a Bostoni Szépművészeti Múzeumban található.